# Röda bandet

Röda bandet är ett rödfärgat band som har flera olika betydelser i olika sammanhang. Först och främst är det symbolen för solidaritet med människor som lever med aids och hiv.
Röda bandet har varit en symbol för aids sedan 1991 då Visual AIDS i New York fick idén som byggde vidare på att man under Gulfkriget bar ett gult band för att visa sitt stöd för dem som deltog i kriget. Påsken 1992 introducerades Röda bandet i Europa i samband med Freddie Mercury Aidsgalan på Wembley Stadion i London.